# Auribacterota
Phylum
Les "Candidatus Auribacterota" forment un phylum candidat (ou embranchement, ou encore division) du règne des Bacteria. Son nom provient de "Candidatus Auribacter" qui est le genre type de ce phylum.

## Historique
Ce phylum est proposé en 2017 par Lily Momper sous le nom de "candidatus Aureabacteria" pour contenir les bactéries non cultivables du groupe "SURF-CP-2".

## Taxonomie
Le premier nom proposé pour ce phylum est celui de "Candidatus Aureabacteria" en 2017, le nom de ce phylum est considéré comme publié de manière non valide d'où les guillemets autour de son nom. Au regard du code de nomenclature bactérienne (le nom du phylum devant être dérivé de celui de son genre type par adjonction du suffixe -ota conformément à une décision de l'ICSP en 2021), or aucun nom de genre type n'a alors été proposé. Ensuite la publication de Williams et al. propose un nouveau nom "Candidatus Auribacterota" selon les règles de nomenclature et d'après un genre type "Candidatus Auribacter" non cultivable aussi. Ce nouveau nom est considéré comme le nom préféré et non pas le nom correct entre autres, car il a été publié de manière non valide.

### Étymologie
L'étymologie du nom de phylum Auribacterota est une correction orthographique du nom Aureabacteria sans changer le sens du nom d'origine qui veut dire "bactérie venant d'une mine d'or".

### Liste des classes
Selon la base de nomenclature LPSN (07/08/2023), ce phylum contient quatre classe candidates:
- "Candidatus Ancaeobacteria" Williams et al. 2022 nom préféré (nom non correct)
- "Candidatus Auribacteria" Williams et al. 2022 nom préféré (nom non correct)
- "Candidatus Erginobacteria" Williams et al. 2022 nom préféré (nom non correct)
- "Candidatus Tritonobacteria" Williams et al. 2022 nom préféré (nom non correct)